# Sisyra panama
Sisyra panama là một loài côn trùng trong họ Sisyridae thuộc bộ Neuroptera. Loài này được Parfin & Gurney miêu tả năm 1956.